# Stellaria reticulivena
Stellaria reticulivena là loài thực vật có hoa thuộc họ Cẩm chướng. Loài này được Hayata miêu tả khoa học đầu tiên năm 1918.